# Pietati proximum
Pietati proximum (по-известна като Златната була от Риети) е папска була на римския папа Григорий IX, издадена в Риети, Италия на 3 август 1234 г., с която папата потвърждава правата на Тевтонския орден върху владенията му в Хелминската земя източно от река Висла, както и върху всякакви други земи, завладени от тевтонските рицари в Прусия, които се признават на ордена „за вечна и абсолютна собственост“. 
Булата от Риети кореспондира със Златната була от Римини от 1226 г. на император Фридрих II и с договора от Крушвица от 16 юни 1230 г., сключен от тевтонските рицари с полския граф Конрад I Мазовецки.
На 26 юли 1257 г. тази була е потвърден от папа Александър IV.